# ULPower UL260i
ULPower UL260i je 4-valjni štiritaktni zračnohlajeni bencinski protibatni letalski motor, ki ga je razvil belgijski ULPower. Motor ima elektronsko krmiljenje FADEC in elektronski Indirekten vbrizg goriva. Propeler se direktno namesti na pogonsko gred (ni reduktorja). 
Uporablja se na ultralahkih in športnih letalih.

## Uporaba
- A2 CZ Elipse Spirit
- Aerocomp VM-1 Esqual
- BRM Aero Bristell
- Corvus Fusion
- Kohl Mythos
- Lanitz Escapade Two
- Micro Aviation Bantam
- Reality Escapade UK
- Sonex Aircraft Onex[1]
- Trixy G 4-2 R

## Specifikacije
- Tip: 4-valjni štiritaktni zračnohlajeni bencinski protibatni motor
- Premer valja: 105,6 mm (4,157 in)
- Hod valja: 74 mm (2,91 in)
- Delovna prostornina: 2592 cm³ (158,2 in³)
- Dolžina: 540 mm (21,3 in)
- Širina: 654 mm (25,7 in)
- Višina: 472 mm (18,6 in)
- Teža: 74,5 kg (164,2 lbs)

- Gorivni sistem: elektronski vbrizg
- Gorivo: avtomobilski bencin (95 Oct.RON / 91 AKI min.) / AVGAS
- Hlajenje: zračno

- Moč: 71 kW (95 KM) pri 3300 obratih
- Kompresijsko razmerje: 8,16:1
- Poraba goriva: tipično 12 l/h pri 2500 obratih
- Specifična poraba goriva: 180-200 g/KM/h
- Razmerje moč/teža: 0,95 kW/kg